# Viloria (kommunhuvudort)
Viloria är en kommunhuvudort i Spanien.   Den ligger i provinsen Provincia de Valladolid och regionen Kastilien och Leon, i den centrala delen av landet, 130 km nordväst om huvudstaden Madrid. Viloria ligger 877 meter över havet och antalet invånare är 389.
Terrängen runt Viloria är platt. Runt Viloria är det ganska glesbefolkat, med 38 invånare per kvadratkilometer. Närmaste större samhälle är Cuéllar, 7,6 km sydost om Viloria. Trakten runt Viloria består till största delen av jordbruksmark.